# Conus lani
Conus lani é uma espécie de gastrópode do gênero Conus, pertencente à família Conidae.